# Drugi način (album)
Drugi način prvi je studijski album zagrebačkog rock sastava Drugi način objavljen 1975. godine.
Prije nego što je Drugi način objavio album, iza sebe su imali izdan singl i veliki broj odsviranih koncerata, dok su neki članovi već imali popularnost ostvarenu u sastavu Zlatni akordi.
Materijal na albumu napravljen je pod velikim utjecajem njihovog uzora, britanskog rock sastava Jethro Tull. S dvije flaute, dvije gitare i višeglasnim pjevanjem, album odmah po objavljivanju dobiva veliki broj obožavatelja i biva vrlo brzo rasprodan, a godinama nakon toga biva po nekoliko puta reizdavan.
Većinu tekstova i samu ideju albuma osmislio je Boris Turina, a i recitativom počinje jednu od većih uspješnica s albuma "Stari grad". Glazbu potpisuju Branko Požgajec i Ismet Kurtović, koji na materijalu pjevaju i sviraju flaute. Ova efektna izvedba s dvije flaute najbolje je prikazana u skladbi "Lile su kiše". Na albumu se nalazi šest skladbi, a omot je napravljen kroz dvije priče. Prva se zove "Opet carstvo samoće na mom dlanu", a druga "Lile su kiše na žuti list i stari grad". Ova dva naziva sadrže imena svih šest skladbi na albumu.
Problemi nastaju kada materijal ponude izdavački kućama, gdje ih Jugoton odbija, a sa Suzyjem raskidaju ugovor zbog nesuglasica oko dizajna albuma, na kraju potpisuju za beogradski PGP RTB. Tadašnji glazbeni urednik, materijal nije niti preslušao, nego je s njima potpisao ugovor zahvaljujući modernom dizajnu albuma.

## Popis pjesama

### A strana
1. "Opet..." - 3:25
  - tekst - Matjačić
  - glazba - Požgajec
2. "Carstvo samoće" - 3:41
  - tekst - Turina, Alačević
  - glazba - Kurtović
3. "Na mom dlanu" - 9:23
  - tekst - Turina
  - glazba - Drugi način

### B strana
1. "Lile su kiše" - 4:17
  - tekst - Bjelac
  - glazba - Kurtović
2. "Žuti list" - 5:57
  - napisao - Drugi način
3. "Stari grad" - 7:35
  - tekst - Turina, Bjelac
  - glazba - Kurtović

- Materijal je sniman u studiju "Akademik" u Ljubljani od 1. veljače 1975. do 12. veljače 1975.

## Izvođači
- Branko Požgajec - vokal, orgulje, flauta, glasovir
- Ismet Kurtović - vokal, flauta, gitara, akustična gitara
- Halil Mekić - vokal, gitara
- Željko Mikulčić - vokal, bas-gitara
- Boris Turina - vokal, bubnjevi, udaraljke

### Produkcija
- producent - Čedomir Samardžić
- aranžman - Drugi način
- projekcija - Miroslav Bevc
- miksanje - Miroslav Bevc
- asistent miksanja - Rajko Šporer
- supervizor - Dečo Žgur
- fotografija i dizajn - Danijel Popović

## Vanjske poveznice
- Discogs.com - Drugi način